# Gli uomini sposano le brune
Gli uomini sposano le brune (Gentlemen Marry Brunettes) è una commedia romantica musicale americana in Technicolor del 1955 diretta da Richard Sale, che ha co-scritto la sceneggiatura, basata sul romanzo del 1927 Ma... i signori sposano le brune di Anita Loos insieme a Mary Loos (nipote della scrittrice). Il film è interpretato da Jane Russell e Jeanne Crain.
Anita Loos è autrice del romanzo del 1925 e dell'opera teatrale del 1926 Gli uomini preferiscono le bionde, che era stata adattata nell'omonimo film di grande successo del 1953, con Jane Russell e Marilyn Monroe . Lo studio ha tentato di ripetere la formula del primo film, con il ritorno di Russell ma Jeanne Crain al posto della seconda. Nonostante questo entrambe le donne interpretano personaggi totalmente nuovi rispetto al film del 1953).

## Trama

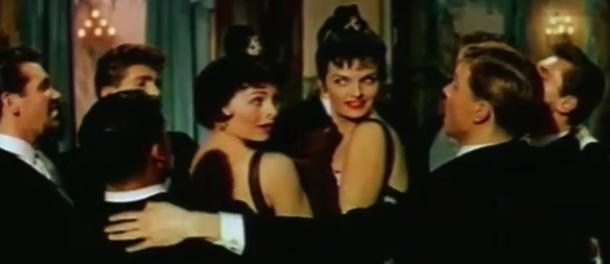
Jeanne Crain e Jane Russell in una scena del trailer del film.

Bonnie e Connie Jones sono due sorelle che vivono a New York e lavorano a Broadway. Sono conosciute come la seconda generazione delle sorelle Jones, prendendo il nome dalla madre, Mitzi Jones, che si esibiva popolarmente anche con sua sorella, Mimi Jones. A Bonnie e Connie vengono spesso offerti fidanzamenti da signori. Connie rifiuta ogni volta questi newyorkesi, mentre sua sorella Bonnie apparentemente non riesce a rifiutare le offerte di questi uomini. Le sorelle litigano per la debolezza di Bonnie nel rifiutare questi uomini. Connie vuole che sua sorella le prometta di rifiutarli per il bene della loro carriera. Tuttavia, nel momento in cui le sorelle si riconciliano, un messaggero bussa alla loro porta con un'offerta da parte di David Action per potersi esibire in alcuni spettacoli itineranti in Francia. Bonnie e Collie sono subito d'accordo e si promettono a vicenda di concentrarsi sul successo della loro carriera piuttosto che sugli uomini in cerca di un matrimonio. Quando arrivano a Parigi, vengono accolte da Charlie Biddle e David Action.
Gli uomini sono sorpresi dalla differenza tra la prima e la seconda generazione delle sorelle Jones. Notano che a Bonnie e Connie manca lo stile di vita lussureggiante della madre e vivono in modo più sofisticato. Le sorelle affermano di non possedere molto a causa di problemi finanziari.
Il giorno successivo, le sorelle Jones vogliono fare un giro per la città di Parigi e implorano David e Charlie di portarle in giro. Si separano in due gruppi, Connie se ne va con Charlie e Bonnie se ne va con David. Questi si trasformano rapidamente in appuntamenti nella città di Parigi, poiché entrambe le coppie si scambiano baci e rivelano la loro attrazione reciproca. Ma man mano che l'amore cresce tra i due gruppi, cresce anche la carriera delle sorelle. I casinò parigini desiderano che si esibiscano per i loro spettacoli notturni. Le ragazze, però, rifiutano la maggior parte di loro poiché forniscono loro abiti volgari e fin troppo succinti. Per la loro dignità, Bonnie e Connie si rifiutano di mostrare il proprio corpo per il divertimento degli altri. Sebbene la maggior parte dei casinò si rifiuti di dare loro un abbigliamento adeguato, le ragazze trovano il modo di aggirare questo problema e nascondere i loro corpi al pubblico usando un cappello con lunghe piume fornito loro dal casinò. Non solo si esibiscono e ricevono i loro meritati soldi, ma ricevono ancora più attenzione in Francia, permettendo loro di potersi esibire a Monte Carlo la sera successiva. Le ragazze si esibiscono magnificamente, però loro madre Mitzi non è soddisfatta delle circostanze in cui si trovano le sue figlie lie costringe a tornare a casa a New York con lei.
Dopo aver visto l'amore della loro vita andarsene, David e Charlie sanno che non possono sopportare di vivere il resto della loro vita senza le sorelle e decidono di inseguirle. Allora Charlie e David corrono verso la nave in partenza per New York alla ricerca delle sorelle Jones. Nel momento in cui si incontrano di nuovo, Charlie propone a Connie di sposarsi e David implora a Bonnie di perdonarlo per averla rifiutata all'inizio della loro relazione. Bonnie, ovviamente, perdona David che poi agisce e le chiede si sposarsi. Il film si conclude con le due coppie appena fidanzate che salpano sulla nave in partenza per New York.

## Numeri musicali
Tutta la musica di scena è stata composta e diretta da Robert Farnon.
- "Gentlemen Marry Brunes" (musica di Herbert Spencer e Earle Hagen, testi di Richard Sale) - Cantata dal coro.

- " I Wanna Be Loved By You " (musica di Herbert Stothart e Harry Ruby, testi di Bert Kalmar ) - Cantata da Jane Russell, Jeanne Crain (doppiata da Anita Ellis) e Rudy Vallee.
- " Hai incontrato la signorina Jones? " (musica di Richard Rodgers, testi di Lorenz Hart ) - Cantata da Rudy Vallee, Jane Russell, Jeanne Crain (doppiata da Anita Ellis), Scott Brady (doppiata da Robert Farnon) e Alan Young, ballata di Jane Russell e Jeanne Crain.
- " My Funny Valentine " (musica di Richard Rodgers, testi di Lorenz Hart) - Cantata da Jeanne Crain (doppiata da Anita Ellis) e Alan Young.
- " I've Got Five Dollars " (musica di Richard Rodgers, testi di Lorenz Hart) - Cantata da Jane Russell e Scott Brady (doppiato da Robert Farnon).
- "Daddy" (musica e testi di Bobby Troup ) - Cantato e ballato da Jane Russell e Jeanne Crain (doppiata da Anita Ellis).
- "Miss Annabelle Lee" (musica e testi di Sydney Clare e Lou Pollock) - Cantata dal coro, ballata da Jane Russell, Jeanne Crain e coro.
- " You're Driving Me Crazy " (musica e testi di Walter Donaldson ) - Cantata e ballata da Jane Russell e Jeanne Crain (doppiata da Anita Ellis).
- " Ain't Misbehavin' '" (musica e testi di Thomas 'Fats' W. Waller, Harry Brooks e Andy Razaf ) - Cantato e ballato da Alan Young, Jane Russell, Jeanne Crain (doppiata da Anita Ellis) e coro.

## Accoglienza
Dopo la sua uscita a novembre, il film non ha avuto lo stesso rendimento di Gli uomini preferiscono le bionde. Il Los Angeles Times ha dichiarato che il casting di Jeanne Crain e Jane Russell fosse un segno di speranza, ma il film stesso era pieno di "dialoghi noiosi e svogliati". La critica ha valutato positivamente i costumi del film e la recitazione di Jeanne Crain, sostenendo che "aveva nascosto la sua luce" al mondo.